# 471 Papagena
471 Papagena là một tiểu hành tinh ở vành đai chính. Nó được Max Wolf phát hiện ngày 7.6.1901 ở Heidelberg, và được đặt theo tên Papagena, một nhân vật trong vở opera The Magic Flute của Mozart.